# Montevideo Comics

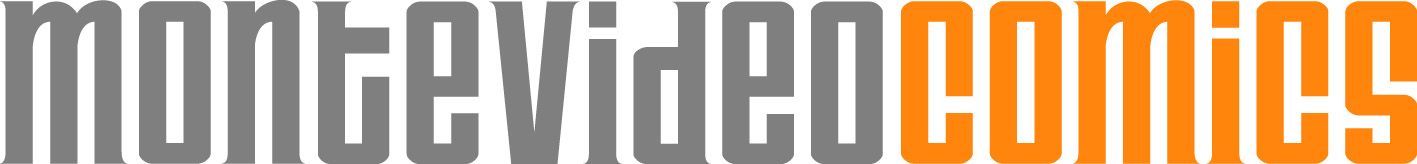
Logotipo oficial.

Montevideo Comics es una convención de historietas que se realiza en Uruguay, en el departamento de Montevideo. Se celebra una vez por año y ha durado un fin de semana desde el año 2002 hasta la fecha. Durante ese fin de semana, se organizan conferencias, exposiciones de originales, ventas, firmas de autógrafos, se arma una sala de juegos de rol y cartas Magic, se proyectan películas, se presentan Dj's y se organiza un concurso de cosplay. Las más recientes ediciones de Montevideo Comics se realizan en el Auditorio del Sodre.
El propósito declarado de Montevideo Comics es el impulso a la historieta como arte. Para eso mismo los organizadores del evento afirman que buscan crear una propuesta lo suficientemente amplia como para atraer a la mayor cantidad de público, especialmente a aquellos ajenos a la historieta, y darle al Séptimo Arte un "empujón" mediático mayor.
La primera edición recibió a unas 600 personas en total. Se realizó en el local de una discoteca ya desaparecida llamada Pachamama. La segunda edición también fue en el mismo local y atrajo a unas 900 personas, con dos invitados internacionales como Francisco Solano López y Horacio Lalia. En este caso se sumaron también los historietistas de la editorial La Productora de Argentina.
La tercera edición fue instalada en la Estación Central General Artigas, donde el público volvió a crecer, acercándose a unas 2000 personas y con la presencia internacional de Eugenio Zoppi y Enrique Alcatena. Desde Argentina llegaron también una mayor cantidad de historietistas jóvenes, desde Buenos Aires, Rosario y Córdoba.
A partir de la cuarta edición se celebró en el cine Plaza, el mayor y más viejo cine de Montevideo, hoy reconvertido en centro de espectáculos. La convocatoria continuó creciendo y alcanzó a las 3000 personas aproximadamente en 2008. Los invitados internacionales han sido Carlos Trillo, Enrique Alcatena, Eduardo Risso, Leonardo Manco, Angel de la Calle de España, José Carlos Fernandes de Portugal, Sixto Valencia de México. Las delegaciones de historietistas argentinos crecieron así como también la cantidad de estrenos nacionales. En la edición 2011 estuvieron presentes como invitados los argentinos Juan Giménez, Gustavo Sala, Domingo Mandrafina y Nico Di Mattia, junto a Birgit Weyhe de Alemania y Evandro Esfolando de Brasil.
En paralelo y a lo largo de los años, la organización ha trabajado en proyectos de menor repercusión mediática cuyo objetivo es el apoyo a la historieta. Montaron la muestra regional Historietas Después de la Industria con artistas de Argentina, Brasil y Uruguay. Curaron y gestionaron con el Centro Cultural de España la muestra itinerante Al Interior de la Viñeta, que descubrió 11 artistas uruguayos radicados en el Interior del país. También han promovido y gestionado muestras de historieta uruguaya en Chile y Portugal.
La edición número 10, realizada en mayo de 2012, cerró la etapa de la Convención en el Cine Teatro Plaza. Con una asistencia de más de 5000 personas, de acuerdo a cifras de los organizadores, la Convención tuvo invitados al guionista argentino Luciano Saracino, el guionista estadounidense Joe Kelly (creador de Ben 10) y al historietista español Alfonso Azpiri. 
La edición número 11 se realizó el 18 y 19 de mayo de 2013 en el Auditorio Nacional del Sodre. Con la entrada se regaló un libro de 150 páginas con las historietas del artista uruguayo Carlos María Federici, ahora retirado. Con esta nueva edición, afirma la organización, se inaugura una nueva etapa en el proyecto. 
A partir de 2023, Montevideo Comics se instaló en Antel Arena. Se realiza el 8 y 9 de julio, con la presencia de invitados internacionales como Marguerite Sauvage (Canadá), Santiago Caruso (Argentina), Dan Parent (EE.UU), Alfonso Zapico (España), Amelia Navarro (España), Fanny Blanchet (Suiza), Francisco Inostroza (Chile), Lobo (Brasil), Raphaela Corsi (Brasil) y Daniel Esteves (Brasil). El libro publicado en esta edición fueron las novelas de Peloduro, rescatadas por el coleccionista José E. Costa.